# Göteborgs kommun
Göteborgs kommun eller Göteborgs stad (egen skrivning: Göteborgs Stad) är en kommun i Västra Götalands län. Centralort är Göteborg.
Området i östra delen av kommunen har en kraftig uppsprucken berggrund som bildar ett spricklandskap med plintliknande höjder och mellan dessa finns dalgångar. Mot kusten utvidgas dalgångarna och bildar i vissa områden slättmark. Göteborgs skärgård utgörs av kalspolade hällar. Näst efter Stockholm är Göteborg Sveriges mest betydande industristad. Därtill är kommunen även en betydande handels- och sjöfartsstad. Det finns också en omfattande utbildnings- och forskningssektor. 
Efter att kommunen bildades 1971 minskade befolkningen kraftigt under det kommande decenniet. Därefter har trenden varit positiv. Sedan 1994 har kommunen styrts av olika vänsterkoalitioner, undantaget mandatperioden 2018-2022 när Alliansen styrde.

## Administrativ historik

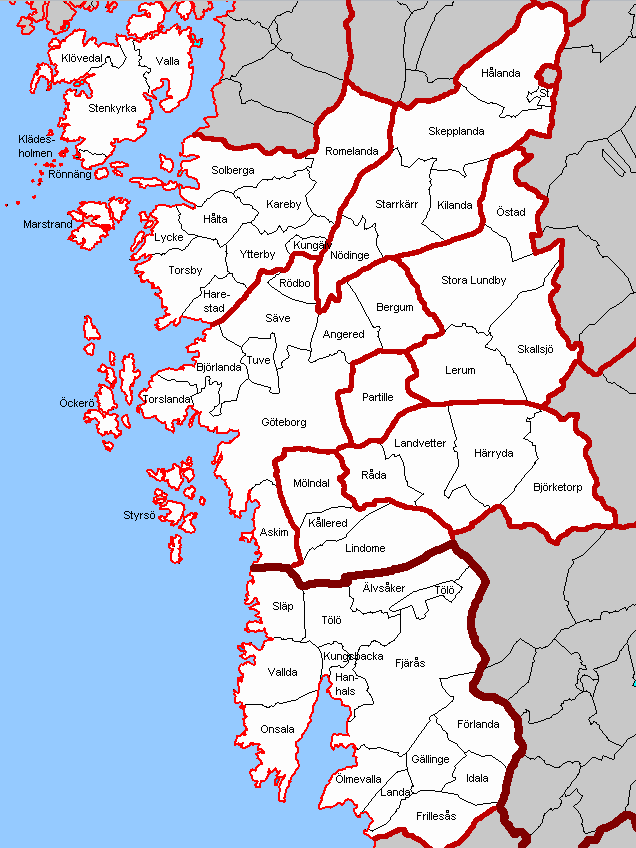
Socknar i Ale, Göteborg, Härryda, Kungsbacka, Kungälv, Lerum, Mölndal, Partille, Tjörn, Öckerö kommuner.

Kommunens område motsvarar socknarna: Angered, Askim, Backa, Bergum, Björlanda, Lundby, Rödbo, Styrsö, Säve, Torslanda, Tuve, Västra Frölunda, Ytterby (delen på Hisingen) och Örgryte. I dessa socknar bildades vid kommunreformen 1862 landskommuner med motsvarande namn. Dessutom bildades Karl Johans landskommun för en del av Örgryte socken. I området fanns även Göteborgs stad som 1863 bildade en stadskommun. Karl Johans landskommun upplöstes 1868 då en del uppgick i Göteborgs stad, medan en annan bildade Nya Varvets landskommun, som 1931 införlivades med Göteborgs stad. 
I området inrättades följande municipalsamhällen i landskommuner som kom att uppgå i staden:
- Lundby 19 juni 1891 i Lundby landskommun, som upplöstes vid årsskiftet 1905/1906 då landskommunen uppgick i Göteborgs stad
- Krokslätt 23 oktober 1884 i Örgryte landskommun, som upplöstes vid årsskiftet 1921/1922 då landskommunen uppgick i Göteborg stad
- Gårda 19 oktober 1900 i Örgryte landskommun, som upplöstes vid årsskiftet 1921/1922 då landskommunen uppgick i Göteborg stad
- Lunden 19 oktober 1900 i Örgryte landskommun, som upplöstes vid årsskiftet 1921/1922 då landskommunen uppgick i Göteborg stad
- Hagen 19 augusti 1910 i Västra Frölunda landskommun, som upplöstes vid utgången av 1921
- Långedrag 25 januari 1907 i Västra Frölunda landskommun, som upplöstes vid utgången av 1921
- Älvsborg 1 januari 1922 i Västra Frölunda landskommun, som upplöstes vid årsskiftet 1944/1945 då landskommunen uppgick i Göteborgs stad
- Asperö 3 september 1915 i Styrsö landskommun, som upplöstes vid utgången av 1959
- Brännö 1 december 1911 i Styrsö landskommun, som upplöstes vid utgången av 1922
- Donsö 1 december 1911 i Styrsö landskommun, som upplöstes vid utgången av 1959
- Styrsö 4 maj 1923 i Styrsö landskommun, som upplöstes vid utgången av 1959
- Vrångö 3 september 1915 i Styrsö landskommun, som upplöstes vid utgången av 1959
- Tingstad 9 september 1904 i Backa landskommun, som upplöstes vid utgången av 1926

Göteborgs stad införlivade 1948 Backa landskommun. Landskommunerna Torslanda, Tuve, Säve och Angered samt Bergums församling ur Stora Lundby landskommun införlivades 1967. Göteborgs kommun bildades 1971 genom ombildning av Göteborgs stad samt en del ur Ytterby landskommun (den del som var belägen på Hisingen). År 1974 tillfördes Askims kommun och Styrsö kommun samt en del av Kungälvs kommun (Rödbo).
Göteborgs kommun stod i likhet med till exempel Malmö kommun utanför landstinget, varför landstingsuppgifter såsom lokaltrafik och sjukvård sköttes av kommunen. Först 1998 gick Göteborgs kommun upp i det då nybildade Västra Götalands läns landsting.
Kommunen ingår sedan bildandet i Göteborgs tingsrätts domsaga.
Kommunen ingår sedan 2011 i Förvaltningsområdet för finska. 

### Kommun eller stad
Göteborgs stad blev Göteborgs kommun 1971 då stadskommunerna avskaffades som begrepp i lagstiftningen. Kommunfullmäktige beslöt dock den 16 juni 1983 att ”uttala att stadsbegreppet bör användas i de fall det inte har kommunalrättsliga konsekvenser”. Därför används ofta åter begreppet/namnet Göteborgs stad (Göteborgs Stad). Vägskyltarna vid kommungränsen anger nu antingen ”GÖTEBORGS STAD” eller ”GÖTEBORGS KOMMUN”. Kommunen använder konsekvent stavningen Göteborgs Stad, då kommunen uppfattar det mer som ett namn än ett begrepp (begreppet stad finns inte administrativt sedan 1971).

## Geografi
Kommunen ligger i huvudsak i de västra delarna av landskapet Västergötland medan delar av Hisingen ligger i södra Bohuslän. Genom kommunen rinner Göta älv medan Nordre älv i norr utgör gräns till Kungälvs kommun. I väster gränsar Göteborg till Kattegatt.
Kranskommuner till Göteborgs kommun är i söder Kungsbacka kommun i Hallands län, Mölndals kommun och   Härryda kommun i före detta Göteborgs och Bohus län, i öster Partille kommun i före detta Göteborgs och Bohus län och Lerums kommun i före detta Älvsborgs län samt i norr Ale kommun i före detta Älvsborgs län och Kungälvs kommun i före detta Göteborgs och Bohus län, dit även Öckerö kommun i väster hörde.

### Topografi och hydrografi
Området i östra delen av kommunen har en kraftig uppsprucken berggrund som huvudsakligen består av nästan två miljarder år gamla gnejser. Den uppspruckna berggrunden bildar ett spricklandskap med plintliknande höjder och mellan dessa finns dalgångar. Inlandsisen, och senare även vågor, har eroderat bergskrönen vilka ofta  består av kalt berg, ibland bevuxna med ljunghedar. Isens erosion har också gjort att dalgångarna utvidgats och mot kusten öppnas de och bildar i vissa områden slättmark. Dessa områden täcktes av is men efter isavsmältningen täcktes de istället av havet. Detta har lett till att det i dalgångarna finns kraftiga avsättningar av marina leror, exempelvis i Göta älvdal och Nordre älvs dalgång. I anslutning till Nordre älvs dalgång finns skalgrusavsättningar och i både Göta älvdal och Nordre älvs dalgång återfinns fuktängar, vilka övergår i starrdominerade kärr. I Lärjeåns dalgång finns mäktiga sediment vari ån skurit sig ner och bildar ett vackert ravinlandskap, detta i ett av kommunens bördigaste jordbruksområden. Intensivt jordbruk har lett till att den tidigare ädellövskog som fanns i dalgångarna trycktes tillbaka men har nu börjat återhämta sig.
Göteborgs skärgård utgörs av kalspolade hällar och berggrunden består bitvis av en mer basisk urbergsberggrund. Detta gör att exempelvis i Vinga skärgård, har en artrik flora som kontrast till exempelvis Galterö i södra skärgården som präglas av ljunghedar och större saltängar. Skärgården består av ett 20-tal öar. En av de större öarna är Hisingen.  Öarna Göteborgs södra skärgård är Asperö, Brännö, Donsö, Köpstadsö, Styrsö, Vargö och Vrångö. Öarna i Göteborgs norra skärgård  ingår i Öckerö kommun.
Nedan presenteras andelen av den totala ytan 2020 i kommunen jämfört med riket.
|  | Bebyggelse (31,9 %) |

|  | Skog (29,0 %) |

|  | Öppen myrmark (1,1 %) |

|  | Jordbruksmark (9,4 %) |

|  | Övrig mark (28,5 %) |

|  | Bebyggelse (3,1 %) |

|  | Skog (68,0 %) |

|  | Öppen myrmark (7,2 %) |

|  | Jordbruksmark (7,4 %) |

|  | Övrig mark (14,3 %) |

### Naturskydd
År 2022 fanns 16 naturreservat i Göteborgs kommun, varav fem kommunala – Delsjöområdet, Rya Skog, Sillvik, Välen och Stora Amundön och Billdals skärgård. Därtill fanns det kommunala naturvårdsområdet Hult Åsen som ansågs betydelsefullt som frilufts- och rekreationsområde. Flera naturreservat är även klassade som Natura 2000-område, däribland det 2567 hektar stora naturreservatet Vättlefjäll, Vrångöskärgården, Tråkärrsslätt, Sillvik, och Sandsjöbacka.

### Administrativ indelning

#### För befolkningsrapportering
Fram till 2016 var kommunen för befolkningsrapportering indelad i 27 församlingar.
| De 27 församlingarna i Göteborgs kommun |
| --- |
| - Angereds församling - Annedals församling - Askims församling - Backa församling - Bergsjöns församling - Björkekärrs församling - Domkyrkoförsamlingen i Göteborg - Göteborgs Carl Johans församling - Göteborgs S:t Pauli församling - Haga församling - Härlanda församling - Högsbo församling - Johannebergs församling - Kortedala församling - Lundby församling - Masthuggs församling - Nylöse församling - Näsets församling - Oscar Fredriks församling - Styrsö församling - Torslanda-Björlanda församling - Tuve-Säve församling - Tynnereds församling - Vasa församling - Västra Frölunda församling - Älvsborgs församling - Örgryte församling |

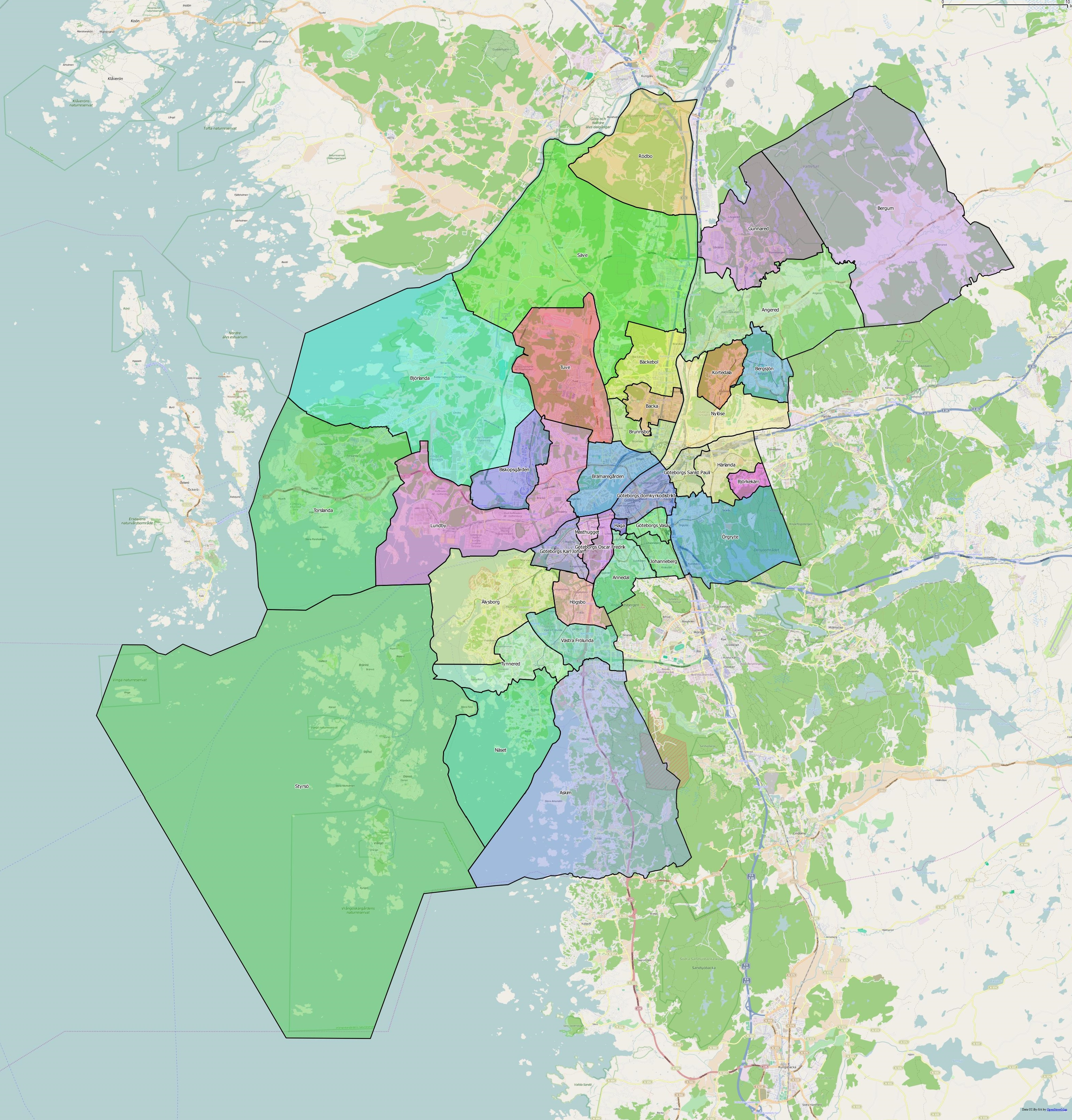
Distrikt inom Göteborgs kommun.

Från 2016 indelas kommunen istället i 36 distrikt:
| De 36 distrikten i Göteborgs kommun |
| --- |
| - Angered - Annedal - Askim - Backa - Bergsjön - Bergum - Biskopsgården - Björkekärr - Björlanda - Brunnsbo - Brämaregården - Bäckebol - Gunnared - Göteborgs domkyrkodistrikt - Göteborgs Karl Johan - Göteborgs Oscar Fredrik - Göteborgs Sankt Pauli - Göteborgs Vasa - Haga - Härlanda - Högsbo - Johanneberg - Kortedala - Lundby - Masthugget - Nylöse - Näset - Rödbo - Styrsö - Säve - Torslanda - Tuve - Tynnered - Västra Frölunda - Älvsborg - Örgryte |

#### Stadsdelsnämndsområden, stadsdelar, stadsområden, mellanområden, primärområden och basområden

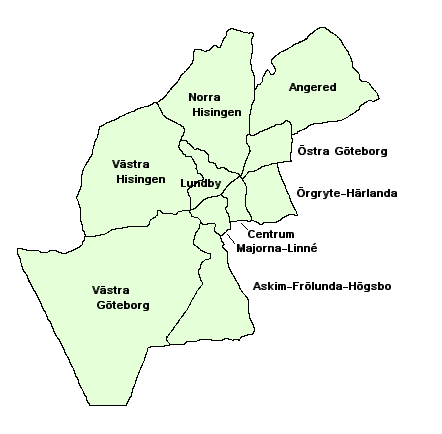
Karta över Göteborgs stadsdelsnämndsområden under åren 2011–2020.

Kommunen indelades under perioden 1 januari 2011 till och med den 31 december 2020 i tio stadsdelsnämndsområden, som i sin tur består av 96 primärområden.
Stadsdelsnämndsområdena var följande:
- Angered
- Askim-Frölunda-Högsbo
- Centrum
- Lundby
- Majorna-Linné
- Norra Hisingen
- Västra Hisingen
- Västra Göteborg
- Örgryte-Härlanda
- Östra Göteborg

För statistiska ändamål tog kommunen på 1950-talet fram en indelning i basområden. Ett basområde var då ett befolkningsmått, ett område där det bodde 400 personer. Flera basområden samlas ihop i ett primärområde. Primärområdena i sin tur samlas ihop till stadsdelar. Innan indelningen i bas- och primärområden användes en indelning i 83 stadsdelar. Denna försvann formellt 1990 när stadsdelsnämndsreformen med 21 stadsdelar infördes, men används fortfarande för gränsdragning av fastigheter. Många av de gamla namnen används fortfarande i dagligt tal. Till exempel finns inom stadsdelen Centrum de gamla stadsdelarna Lorensberg och Inom Vallgraven. De gamla stadsdelsnamnen finns även kvar i fastighetsbeteckningarna i kommunen.
Ett antal primärområden bildar Mellanområden, vilka anpassats för stadsdelsnämndernas verksamheter. De finns upprättade, dels enligt den gamla stadsdelsnämndsorganisationen för åren 2017–2020, och dels enligt den nya organisationen från och med 2021. Den äldre indelningen kommer inte att uppdateras med statistik efter 2020.
I samband med avvecklingen av stadsdelsnämnderna vid årsskiftet 2020/2021 infördes fyra stadsområden (SO), som huvudsakligen är en sammanslagning av de tidigare stadsdelsnämndsområdena, med undantag för en justering av industriområdet mellan Säveån och E20, som tidigare tillhörde stadsdelsnämnden Örgryte–Härlanda, men överfördes till SO Nordost.
| Stadsområde med nummer (SO) | Stadsdelsnämnder (SDN)                       |
| --------------------------- | -------------------------------------------- |
| 1 Nordost                   | Angered och Östra Göteborg*                  |
| 2 Centrum                   | Centrum, Majorna–Linné och Örgryte–Härlanda* |
| 3 Sydväst                   | Askim–Frölunda–Högsbo och Västra Göteborg    |
| 4 Hisingen                  | Lundby, Norra Hisingen och Västra Hisingen   |

*Industriområdet mellan Säveån och E20, tillhörde tidigare stadsdelsnämnden Örgryte–Härlanda, men överfördes till SO Nordost.
Stadsområdena används för att dela upp statistik liksom för att dela upp socialtjänster i fyra socialförvaltningar, en för varje stadsområde.

### Tätorter
1. Göteborg (del av), 457 927
2. Gunnared och Hammarkullen, 45 106
3. Torslanda, 23 088
4. Billdal (del av), 4 440
5. Olofstorp, 3 746
6. Donsö, 1 446
7. Nolvik, 1 373
8. Styrsö, 1 324
9. Angered, 1 062
10. Brännö, 918
11. Säve, 759
12. Helgered, 633
13. Tumlehed, 623
14. Asperö, 398
15. Stenared (del av), 393
16. Vrångö, 351
17. Gundal och Högås (del av), 109

## Styre och politik

### Styre
| År        | Partier | Partier | Partier | Partier | Mandat | Anmärkning                                                                                       |
| --------- | ------- | ------- | ------- | ------- | ------ | ------------------------------------------------------------------------------------------------ |
| 1991-1994 | M       | FP      | KD      | C       | 37/81  | Minoritetsstyre, ofta stött av Nyd med 4 mandat                                                  |
| 1994-1998 | S       | V       | MP      |         | 50/81  |                                                                                                  |
| 1998-2002 | S       | V       | MP      |         | 44/81  |                                                                                                  |
| 2002-2006 | S       | V       | MP      |         | 45/81  |                                                                                                  |
| 2006-2007 | S       | V       | MP      |         | 45/81  | Vänsterpartiet lämnade koalitionen 2007                                                          |
| 2007-2010 | S       | MP      |         |         | 38/81  | Minoritetsstyre under återstoden av mandatperioden                                               |
| 2010-2014 | S       | MP      | V       |         | 41/81  |                                                                                                  |
| 2014-2018 | S       | MP      | V       | FI      | 40/81  | Minoritetsstyre med hoppande majoriteter                                                         |
| 2018-2022 | M       | L       | C       | KD      | 24/81  | Minoritetsstyre, ofta stött av Dem med 14 mandat och i övrigt med hoppande majoriteter           |
| 2022-2026 | S       | V       | MP      |         | 40/81  | Minoritetsstyre, men med löfte från C med 3 mandat att inte budgetsamarbeta med övrig opposition |

### Kommunalråd
Avser mandatperioden 2023-2026. 
Historiska listor återfinns i lista över kommunalråd i Göteborgs kommun
| Kommunalråd och ledamöter i kommunstyrelsen | Kommunalråd och ledamöter i kommunstyrelsen | Kommunalråd och ledamöter i kommunstyrelsen |
| ------------------------------------------- | ------------------------------------------- | ------------------------------------------- |
| Styrande minoritet                          | S                                           | Jonas Attenius                              |
| Styrande minoritet                          | S                                           | Viktoria Tryggvadottir Rolka                |
| Styrande minoritet                          | S                                           | Blerta Hoti                                 |
| Styrande minoritet                          | S                                           | Marina Johansson                            |
| Styrande minoritet                          | V                                           | Daniel Bernmar                              |
| Styrande minoritet                          | V                                           | Jenny Broman                                |
| Styrande minoritet                          | MP                                          | Karin Pleijel                               |
| Opposition                                  | M                                           | Axel Josefson                               |
| Opposition                                  | M                                           | Hampus Magnusson                            |
| Opposition                                  | D                                           | Martin Wannholt                             |
| Opposition                                  | L                                           | Axel Darvik                                 |
| Opposition                                  | KD                                          | Elisabet Lann                               |
| Opposition                                  | SD                                          | Jörgen Fogelklou                            |
| Kommunalråd och ersättare i kommunstyrelsen |                                             |                                             |
| Styrande minoritet                          | S                                           | Johannes Hulter                             |
| Styrande minoritet                          | V                                           | Marie Brynolfsson                           |
| Opposition                                  | M                                           | Nina Miskovsky                              |
| Opposition                                  | M                                           | Anneli Rhedin                               |
| Opposition                                  | C                                           | Emmyly Bönfors                              |

### Kommunfullmäktige
Kommunfullmäktige leds av ett presidium med ordförande och förste vice ordförande från den styrande minoriteten och andre och tredje vice ordförande från oppositionen. Kommunfullmäktige i Göteborgs kommun har 81 ordinarie ledamöter.

#### Presidium
| Presidium 2022–2026    | Presidium 2022–2026 | Presidium 2022–2026        |
| ---------------------- | ------------------- | -------------------------- |
| Ordförande             | S                   | Aslan Akbas                |
| Förste vice ordförande | V                   | Håkan Eriksson             |
| Andre vice ordförande  | M                   | Margareta Andersson Broang |
| Tredje vice ordförande | D                   | Lisbeth Sundén Andersson   |

#### Mandatfördelning 1970–2022
För mandatfördelning före 1970, se Göteborgs stad
| 6 | 33 | 7 | 27 | 8 |

| 65 | 16 |

| 7 | 32 | 11 | 19 | 12 |

| 62 | 19 |

| 6 | 35 | 10 | 17 | 13 |

| 57 | 24 |

| 8 | 31 |  | 7 | 16 | 18 |

| 51 | 30 |

| 8 | 35 |  |  |  | 5 | 9 | 21 |

| 49 | 32 |

| 8 | 31 |  |  | 4 | 16 | 17 |

| 51 | 30 |

| 7 | 30 | 9 | 4 | 13 |  | 17 |

| 48 | 33 |

| 6 | 29 | 5 | 4 |  | 10 | 5 | 21 |

| 47 | 34 |

| 8 | 37 | 5 |  | 8 |  | 21 |

| 43 | 38 |

| 11 | 28 | 5 | 6 | 9 | 22 |

| 43 | 38 |

| 10 | 29 | 6 | 14 | 5 | 17 |

| 43 | 38 |

| 7 | 31 | 7 |  |  | 9 | 5 | 20 |

| 42 | 39 |

| 7 | 25 | 9 |  | 5 | 7 |  | 23 |

| 45 | 36 |

| 8 | 20 | 9 |  | 6 | 5 | 7 |  | 20 |

| 42 | 39 |

| 11 | 17 | 6 |  | 7 | 14 |  | 6 |  | 12 |

| 40 | 41 |

| 13 | 22 | 5 | 9 | 5 |  | 5 | 4 | 15 |

| 38 | 43 |

### Nämnder

#### Kommunstyrelse
Kommunstyrelsen har 13 ordinarie ledamöter och fem ersättare.
| Presidium 2022–2026    | Presidium 2022–2026 | Presidium 2022–2026 |
| ---------------------- | ------------------- | ------------------- |
| Ordförande             | S                   | Jonas Attenius      |
| Förste vice ordförande | V                   | Daniel Bernmar      |
| Andre vice ordförande  | M                   | Axel Josefson       |

#### Lista över kommunstyrelsens ordförande
| Namn | Namn                 | Från | Till | Politisk tillhörighet |
| ---- | -------------------- | ---- | ---- | --------------------- |
|      | Lennart Ström        | 1971 | 1976 | Folkpartiet           |
|      | Sven Hulterström     | 1976 | 1979 | Socialdemokraterna    |
|      | Lennart Ström        | 1979 | 1982 | Folkpartiet           |
|      | Sven Hulterström     | 1982 | 1985 | Socialdemokraterna    |
|      | Sören Mannheimer     | 1985 | 1988 | Socialdemokraterna    |
|      | Göran Johansson      | 1988 | 1991 | Socialdemokraterna    |
|      | Johnny Magnusson     | 1991 | 1994 | Moderaterna           |
|      | Göran Johansson      | 1994 | 2009 | Socialdemokraterna    |
|      | Anneli Hulthén       | 2009 | 2016 | Socialdemokraterna    |
|      | Ann-Sofie Hermansson | 2016 | 2018 | Socialdemokraterna    |
|      | Axel Josefson        | 2019 | 2022 | Moderaterna           |
|      | Jonas Attenius       | 2023 |      | Socialdemokraterna    |

#### Övriga nämnder
Den 1 januari 1990 införde Göteborg stadsdelsnämndsindelning. Den bestod ursprungligen av 21 områden, vilka år 2010 minskades till 20. Under åren 2011 till 2020 minskades dessa till 10 stadsdelsnämnder som hade hand om till exempel förskola/barnomsorg, skola och äldreomsorg. Nämnderna var politiskt tillsatta med samma proportionella sammansättning som kommunfullmäktige. Varje stadsdelsnämnd hade en förvaltning stadsdelsförvaltning (SDF), som utgjorde tjänstemannaorganisationen.
Genom beslut i kommunfullmäktige i november 2019 avvecklades stadsdelsnämnderna och social resursnämnd och ersattes med sex facknämnder från och med den 1 januari 2021. Viss verksamhet i stadsdelsförvaltningarna och social resursförvaltning fördes över till redan befintliga facknämnder: Exempelvis överfördes Kulturskolan till grundskolenämnden, Tillståndsenheten till miljö- och klimatnämnden och stora delar av måltid, lokalvård och vaktmästeri överfördes till grundskolenämnden och förskolenämnden.
De 24 politiskt tillsatta nämnderna leder de 24 kommunala förvaltningarna.
| Nämnder                                       | Ordförande | Ordförande                    | Vice ordförande | Vice ordförande        | Andre vice ordförande | Andre vice ordförande  |
| --------------------------------------------- | ---------- | ----------------------------- | --------------- | ---------------------- | --------------------- | ---------------------- |
| Exploateringsnämnden                          | S          | Robert Andersson Hammarstrand | MP              | Helena Norin           | D                     | Patrik Höstmad         |
| Förskolenämnden                               | S          | Blerta Hoti                   | V               | Anna-Klara Behlin      | D                     | Jessica Blixt          |
| Grundskolenämnden                             | S          | Viktoria Tryggvadottir Rolka  | V               | Sara Carlsson Hägglund | L                     | Axel Darvik            |
| Idrotts- och föreningsnämnden                 | V          | Bettan Andersson              | S               | Staffan Lindström      | KD                    | Dan-Ove Marcelind      |
| Inköps- och upphandlingsnämnden               | MP         | Johanna Azar                  | S               | Anna Skarsjö           | M                     | Sarah Ullmark          |
| Kretslopp- och vattennämnden                  | V          | Jöran Fagerlund               | S               | Lena Malm              | M                     | Claes Björling         |
| Kulturnämnden                                 | S          | Pär Johansson                 | V               | Grith Fjeldmose        | L                     | Ewa Jablonska          |
| Miljö- och klimatnämnden                      | MP         | Klara Holmin                  | S               | Hanan Baalbaki         | D                     | Tomas Holst            |
| Nämnden för arbetsmarknad och vuxenutbildning | V          | Marie Brynolfsson             | S               | Jim Tellefsdal         | M                     | Anders Svensson        |
| Nämnden för demokrati och medborgarservice    | V          | Jesper Bergund                | MP              | Jonas Svensson         | L                     | Björn Jedvert          |
| Nämnden för funktionsstöd                     | S          | Håkan Hallengren              | V               | Emma Öman              | KD                    | Johanna Holmdahl       |
| Nämnden för intraservice                      | S          | Bertil Lidfeldt               | MP              | Christin Lindström     | M                     | Henrik Sjöstrand       |
| Socialnämnden Centrum                         | V          | Jenny Broman                  | S               | Claes Söderling        | M                     | Nina Miskovsky         |
| Socialnämnden Hisingen                        | V          | Jonas Nilsson                 | MP              | Martin Jordö           | L                     | Bo Anderssen           |
| Socialnämnden Nordost                         | S          | Lena Landén-Olsson            | V               | Hannah Klang           | M                     | Johan Fält             |
| Socialnämnden Sydväst                         | S          | Alfred Ekman                  | V               | Annica Sjögren         | M                     | Lena Lindström Olinder |
| Stadsbyggnadsnämnden                          | S          | Johannes Hulter               | V               | Johan Zandin           | M                     | Hampus Magnusson       |
| Stadsfastighetsnämnden                        | S          | Camilla Widman                | MP              | Thomas Larsson         | M                     | Mattias Tykesson       |
| Stadsmiljönämnden                             | S          | Roshan Yigit                  | V               | Karin Karlsson         | M                     | Toni Orsulic           |
| Utbildningsnämnden                            | S          | Parisa Rezaeivar              | V               | Joakim Byvik           | L                     | Pär Gustafsson         |
| Valnämnden                                    | V          | Jesper Berglund               | S               | Marianne Carlström     | M                     | Peter Mattiasson       |
| Äldre samt vård- och omsorgsnämnden           | S          | Marina Johansson              | V               | Peter Svensson         | KD                    | Elisabet Lann          |
| Överförmyndarnämnden                          | S          | Ann-Christine Andersson       | M               | Sverker Cassberg       |                       |                        |

Källa:

### Valresultat 2022
| Parti                            | Valdistrikt                          | Valdistrikt | Kommun  |
| Parti                            | Starkaste                            | Andel       | Andel   |
| -------------------------------- | ------------------------------------ | ----------- | ------- |
| S                                | Östra Göteborg, Siriusgatan Västra   | 47,94 %     | 26,44 % |
| M                                | Sydvästra Göteborg, Hovås Södra      | 47,06 %     | 17,12 % |
| V                                | Västra Centrum, Klareborgsgatan m fl | 44,29 %     | 15,82 % |
| SD                               | Norra Hisingen, Kärra Västra         | 24,56 %     | 10,75 % |
| DEM                              | Västra Göteborg, Önnered Västra      | 26,44 %     | 6,14 %  |
| MP                               | Västra Centrum, Masthugget Övre      | 16,22 %     | 5,99 %  |
| L                                | Östra Centrum, Skår Norra            | 16,27 %     | 5,54 %  |
| KD                               | Västra Göteborg, Donsö-Vrångö        | 33,56 %     | 4,15 %  |
| C                                | Centrum, Olofshöjd                   | 9,31 %      | 4,0 %   |
| PNy                              | Västra Hisingen, Svarte Mosse        | 25,06 %     | 1,48 %  |
| FI                               | Östra Göteborg, Bergsjön Norra       | 4,18 %      | 0,77 %  |
| MED                              | Centrala Hisingen, Lindholmen Norra  | 2,24 %      | 0,46 %  |
| KP                               | Östra Göteborg, Kortedala Östra      | 2,94 %      | 0,38 %  |
| Data hämtat från Valmyndigheten. |                                      |             |         |

### Internationella relationer
Kommunen har tre vänorter– Bergen i Norge,  Åbo i Finland och Århus i Danmark. Genom vänortssamarbetet träffas politiker och andra representanter vartannat år för att "jämföra erfarenheter, utbyta idéer och diskutera gemensamma utmaningar". 
Förutom vänortssamarbeten har kommunen även partnerstadsavtal. Tillsammans med Nelson Mandela Bay Municipality i Sydafrika drivs gemensamma demokratiprojekt som finansieras av Sida. Därtill har kommunen nio vilande partnerstadsavtal med Chicago i USA,  Kiel i Tyskland, Kraków i Polen,  Lyon I Frankrike, Newcastle upon Tyne i  Storbritannien, Rostock i Tyskland, Shanghai i  Kina, Tallinn i Estland och Xi'an i Kina. Med dessa orter sker samarbetet "främst inom olika bolag och förvaltningars uppdrag".
Från 1963 hade kommunen även ett partnerstadsavtal med Sankt Petersburg, Ryssland. Avtalet sades dock upp I samband med Rysslands invasion av Ukraina 2022.

## Ekonomi och infrastruktur

### Näringsliv
Näst efter Stockholm är Göteborg Sveriges mest betydande industristad. I början av 2020-talet bidrog tillverkningsindustrin med drygt 13 procent av kommunens samtliga arbetstillfällen. Av dessa fanns en stor andel inom verkstadsindustrin, en bransch som dominerades av ett fåtal företag, främst Volvokoncernen och AB SKF. Exempelvis hade Volvokoncernen lastbilstillverkning och koncernhuvudkontor som inkluderade  stabsfunktioner och teknisk forskning i staden. Dessutom finns också Volvo Cars AB, som sedan 2010 ägs av Geely Holding Group, i kommunen, dessa arbetar med sammansättning av personbilar. SKF:s verksamhet i Göteborg inkluderar tillverkning av kul- och rullningslager och företagets  koncernhuvudkontor. 
Därtill är kommunen även en betydande handels- och sjöfartsstad, bland annat finns här Sveriges största hamn. Omkring 18 procent av arbetstillfällena fanns inom näringsgrenarna handel och transporter. I vikt räknat var de dominerande importerade godsen råolja och mineraloljeprodukter.De dominerande exporterade godsen var  mineraloljeprodukter, papper och papp, transportmedel och trävaror. Förutom rederier som Stena AB fanns även flera betydande speditions- och transportbolag knutna till hamnverksamheten, liksom handelshus som Elof Hansson AB. Som en följd av att kommunen är Västsveriges handels-, service- och finanscentrum, är dess viktigaste transportknut och Sveriges ledande hamnstad utmärker sig det lokala näringslivet genom att handel och samfärdsel likväl som  bank-, försäkrings- och uppdragsverksamhet sysselsatte en avsevärt större andel av befolkningen än i genomsnittet för Sverige.
Den omfattande utbildnings- och forskningssektorn finns vid exempelvis Göteborgs universitet och Chalmers tekniska högskola.

### Infrastruktur

#### Transporter
Västsveriges knutpunkt för landsvägs- och järnvägsnät är Göteborg, som dessutom har både bilfärje- och passagerartrafik med båt till Danmark och Tyskland. 
Genom kommunen går Europavägarna 6 och 20, riksvägarna 40 och 45 samt länsvägarna  155 och 158. Älvsborgsbron i den västra delen av staden, Hisingsbron i stadens centrum och Angeredsbron längre upp längs älven leder bil- och busstrafiken över Göta älv till Hisingen. Under älven går den sexfiliga Tingstadstunneln. I kommunen finns en flygplats, Göteborg City Airport (tidigare Säve flygplats. Flygplatsen upphörde med all linjetrafik 2015 och är belägen på Hisingen strax norr om centrala Göteborg. Vidare är Göteborg, förutom Norrköping, den enda svenska staden som använder spårvagnar i den kollektiva innerstadstrafiken.

## Befolkning

### Demografi

#### Befolkningsutveckling
Kommunen har 608 993 invånare (31 december 2024), vilket placerar den på 2:a plats avseende folkmängd bland Sveriges kommuner.
| Befolkningsutvecklingen i Göteborgs kommun 1810–2020 | Befolkningsutvecklingen i Göteborgs kommun 1810–2020 | Befolkningsutvecklingen i Göteborgs kommun 1810–2020 | Befolkningsutvecklingen i Göteborgs kommun 1810–2020 | Befolkningsutvecklingen i Göteborgs kommun 1810–2020 |
| ---------------------------------------------------- | ---------------------------------------------------- | ---------------------------------------------------- | ---------------------------------------------------- | ---------------------------------------------------- |
|                                                      |                                                      |                                                      |                                                      |                                                      |
| År                                                   |                                                      |                                                      | Folkmängd                                            |                                                      |
| 1810                                                 | 1810                                                 |                                                      | 31 882                                               |                                                      |
| 1820                                                 | 1820                                                 |                                                      | 37 894                                               |                                                      |
| 1830                                                 | 1830                                                 |                                                      | 41 603                                               |                                                      |
| 1840                                                 | 1840                                                 |                                                      | 42 617                                               |                                                      |
| 1850                                                 | 1850                                                 |                                                      | 50 040                                               |                                                      |
| 1860                                                 | 1860                                                 |                                                      | 62 941                                               |                                                      |
| 1870                                                 | 1870                                                 |                                                      | 74 752                                               |                                                      |
| 1880                                                 | 1880                                                 |                                                      | 99 118                                               |                                                      |
| 1890                                                 | 1890                                                 |                                                      | 134 551                                              |                                                      |
| 1900                                                 | 1900                                                 |                                                      | 167 871                                              |                                                      |
| 1910                                                 | 1910                                                 |                                                      | 204 272                                              |                                                      |
| 1920                                                 | 1920                                                 |                                                      | 245 699                                              |                                                      |
| 1930                                                 | 1930                                                 |                                                      | 272 833                                              |                                                      |
| 1940                                                 | 1940                                                 |                                                      | 309 564                                              |                                                      |
| 1950                                                 | 1950                                                 |                                                      | 370 832                                              |                                                      |
| 1960                                                 | 1960                                                 |                                                      | 423 983                                              |                                                      |
| 1970                                                 | 1970                                                 |                                                      | 465 527                                              |                                                      |
| 1980                                                 | 1980                                                 |                                                      | 431 273                                              |                                                      |
| 1990                                                 | 1990                                                 |                                                      | 433 042                                              |                                                      |
| 2000                                                 | 2000                                                 |                                                      | 466 990                                              |                                                      |
| 2010                                                 | 2010                                                 |                                                      | 513 751                                              |                                                      |
| 2020                                                 | 2020                                                 |                                                      | 583 056                                              |                                                      |

#### Utländsk bakgrund
Den 31 december 2017 utgjorde antalet invånare med utländsk bakgrund (utrikes födda personer samt inrikes födda med två utrikes födda föräldrar) 197 893, eller 35,08 % av befolkningen (hela befolkningen: 564 039 den 31 december 2017).

#### Invånare efter de vanligaste födelseländerna
Den 31 december 2017 utgjorde folkmängden i Göteborgs kommun 564 039 personer. Av dessa var 146 937 personer (26,05 %) födda i ett annat land än Sverige.
I denna tabell har de nordiska länderna samt de 12 länder med flest antal utrikes födda (i hela riket) tagits med. En person som inte kommer från något av de här 17 länderna har istället av Statistiska centralbyrån förts till den världsdel som deras födelseland tillhör.
| Födelseland      | Födelseland                       | Födelseland | Födelseland                     | Födelseland            |
| ---------------- | --------------------------------- | ----------- | ------------------------------- | ---------------------- |
| 31 december 2014 |                                   |             |                                 |                        |
| Nr               | Land/region                       | Antal       | Andel av totala befolkningen    | Andel av utrikes födda |
| 1                | Sverige                           | 411 181     | 76,0 %                          | –                      |
| 2                | Europeiska unionen: Övriga länder | 15 295      | 2,8 %                           | 11,8 %                 |
| 3                | Asien: Övriga länder              | 13 584      | 2,5 %                           | 10,5 %                 |
| 4                | Irak                              | 11 872      | 2,2 %                           | 9,1 %                  |
| 5                | Iran                              | 11 706      | 2,2 %                           | 9,0 %                  |
| 6                | Afrika: Övriga länder             | 8 744       | 1,6 %                           | 6,7 %                  |
| 7                | Somalia                           | 6 912       | 1,3 %                           | 5,3 %                  |
| 8                | Bosnien och Hercegovina           | 6 863       | 1,3 %                           | 5,3 %                  |
| 9                | Finland                           | 6 793       | 1,3 %                           | 5,2 %                  |
| 10               | / SFR Jugoslavien/FR Jugoslavien  | 6 437       | 1,2 %                           | 5,0 %                  |
| 11               | Polen                             | 5 757       | 1,1 % \|\| align=right \| 4,4 % |                        |
| 12               | Sydamerika                        | 5 310       | 1,0 %                           | 4,1 %                  |
| 13               | Europa utom EU: Övriga länder     | 5 089       | 0,9 %                           | 3,9 %                  |
| 14               | Turkiet                           | 4 441       | 0,8 %                           | 3,4 %                  |
| 15               | Syrien                            | 3 361       | 0,6 %                           | 2,6 %                  |
| 16               | Kina                              | 3 066       | 0,6 %                           | 2,4 %                  |
| 17               | Tyskland                          | 2 832       | 0,5 %                           | 2,2 %                  |
| 18               | Norge                             | 2 713       | 0,5 %                           | 2,1 %                  |
| 19               | Nordamerika                       | 2 694       | 0,5 %                           | 2,1 %                  |
| 20               | Thailand                          | 1 788       | 0,3 %                           | 1,4 %                  |
| 21               | Danmark                           | 1 751       | 0,3 %                           | 1,3 %                  |
| 22               | Afghanistan                       | 1 546       | 0,3 %                           | 1,2 %                  |
| 23               | Island                            | 580         | 0,1 %                           | 0,4 %                  |
| 24               | Sovjetunionen                     | 408         | 0,1 %                           | 0,3 %                  |
| 25               | Oceanien                          | 390         | 0,1 %                           | 0,3 %                  |
| 26               | Okänt födelseland                 | 32          | 0,01 %                          | 0,02 %                 |

### Religion
43 procent av invånarna i kommunen var medlemmar i Svenska kyrkan den 31 december 2019 som utgörs av sex pastorat och tre fristående församlingar. Bland kyrkor märks Göteborgs domkyrka i nyklassicistisk stil från 1600-talet. Katolska kyrkan finns också representerad genom Kristus Konungens katolska församling, som 2005 hade 5 900 medlemmar från cirka 70 olika nationaliteter.
I början av 2020-talet var omkring 10 procent  av invånarna muslimer. Det fanns då tre moskéer i kommunen – Islamiska Sunni Centret i Gamlestaden, Göteborgs Moské på Hisingen och Angereds moské i Angered.

## Kultur

### Kulturarv
I kommunen finns ett stort antal fornlämningar. Som exempel kan nämnas lämningar från 1600-talet, så som lämningar efter en kyrkoruin, från när den första staden Göteborg anlades vid Norra Älvstranden, men som förstördes av danskarna i kriget 1611.
År 2022 var också ett 80-tal byggnader klassade som byggnadsminnen, däribland Engelska kyrkan, Chalmerska huset och Aftonstjärnan.

### Kommunsymboler

#### Kommunvapen
Blasonering: I blått fält tre av vågskuror bildade ginbalkar av silver, överlagda med ett vänstervänt, gyllene, med sluten krona krönt lejon med svansen kluven och tunga, tänder och klor röda, svingande med högra framtassen ett gyllene svärd och hållande i den vänstra en blå sköld, vari tre gyllene kronor, ordnade två och en.
Vapnet innehåller bilder från Sveriges stora riksvapen och skall symbolisera att staden är Sveriges värn mot väster. Den äldsta beskrivningen av vapnet förekommer i ett privilegiebrev från 1607.
Vapnet fastställdes av Kungl. Maj:t 1952 för Göteborgs stad och övertogs oförändrat av kommunen.

#### Kommunfågel

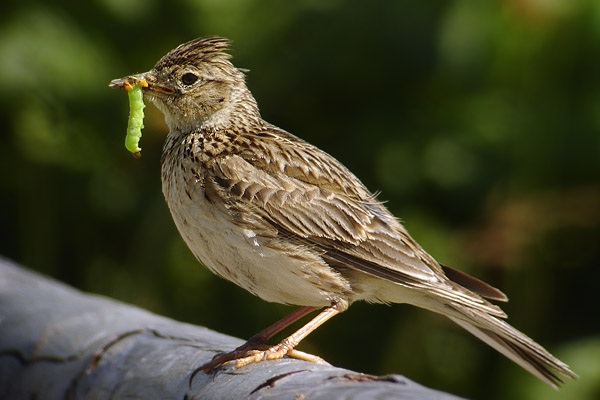
Sånglärkan är Göteborgs kommunfågel.